# Beatyfikacja

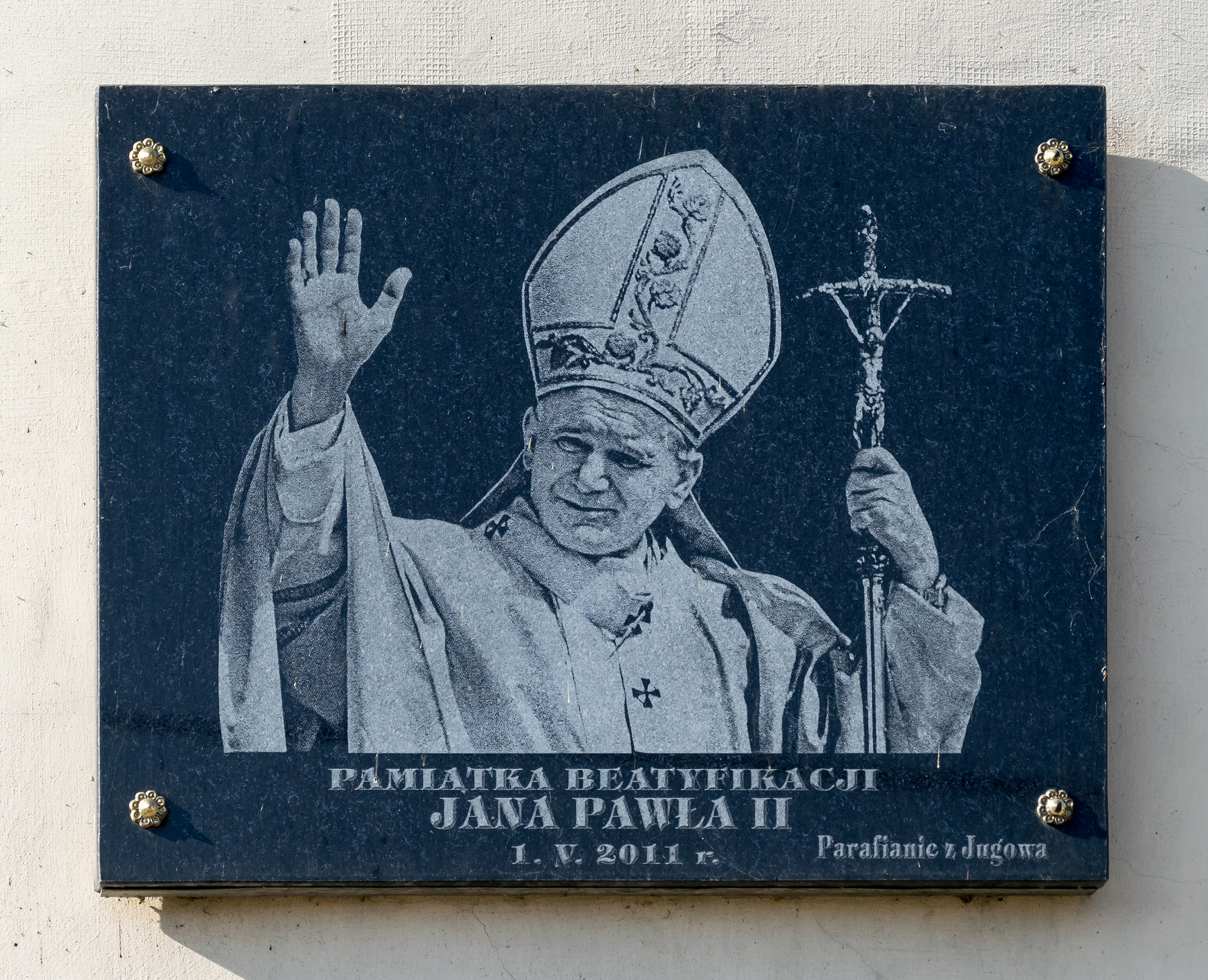
Pamiątka beatyfikacji Jana Pawła II

Beatyfikacja (łac. beatificare „wyróżniać”) – akt kościelny wydawany przez Kościół katolicki, uznający osobę zmarłą za błogosławioną, zezwalający na publiczny kult, ale o charakterze lokalnym (np. w diecezji). Akt taki wydaje się po pozytywnym rozpatrzeniu procesu beatyfikacyjnego. We wczesnym średniowieczu beatyfikacji dokonywano spontanicznie, później wymagana była zgoda Synodu Biskupów i Stolicy Apostolskiej. Od roku 1515 (Dekret Leona X aprobujący kult Konrada z Piacenzy) beatyfikację może zatwierdzić tylko papież.

## Przebieg procesu beatyfikacyjnego
Proces beatyfikacyjny może się rozpocząć najwcześniej 5 lat po śmierci kandydata (decyzją papieża okres ten może ulec skróceniu – tak było w przypadku procesu Matki Teresy z Kalkuty, Jana Pawła II i Łucji dos Santos). Przesłuchania świadków na temat życia osób otoczonych kultem prywatnym (w wypadku, gdy istnieje obawa, że nie będą mogli złożyć zeznań po wszczęciu procesu, np. ze względu na stan zdrowia czy wiek), mogą odbywać się przed formalnym otwarciem procesu „by nie zginęły dowody” (łac. nepereant probationes). Proces jest prowadzony przez Trybunał Beatyfikacyjny. Na jego czele stoi postulator, którego zadaniem jest udowodnienie m.in. heroiczności cnót kandydata (łac. Positio super virtutibus). Jawność postępowania ogranicza się do I sesji. W stosunku do dalszych wydarzeń członkowie Trybunału i świadkowie zobowiązani są do zachowania tajemnicy.
Dokumentacja zbierana jest na szczeblu lokalnym, w diecezji, do której należał kandydat. Następnie wniosek o beatyfikację przekazany jest Stolicy Apostolskiej, gdzie rozpatruje go specjalna komisja. Kluczowymi momentami procesu są stwierdzenie heroiczności cnót Sługi Bożego oraz kanoniczne stwierdzenie, że za jego wstawiennictwem dokonał się co najmniej jeden cud. Brane są pod uwagę jedynie cuda, które miały miejsce po śmierci kandydata na ołtarze. Nieco inaczej przebiega proces męczenników, w przypadku których do beatyfikacji cud nie jest wymagany.
Obecnie proces beatyfikacyjny regulowany jest przez konstytucję apostolską Divinus Perfectionis Magister wydaną 25 stycznia 1983 roku przez papieża Jana Pawła II.